# 10479 Yiqunchen
10479 Yiqunchen este un asteroid din centura principală de asteroizi.

## Descriere
10479 Yiqunchen este un asteroid din centura principală de asteroizi. A fost descoperit pe 18 aprilie 1982 la Stația Anderson Mesa de Martin Watt. Asteroidul prezintă o orbită caracterizată de o semiaxă mare de 2,26 ua, o excentricitate de 0,18 și o înclinație de 7,7° în raport cu ecliptica.